# Людина, що біжить (фільм, 2025)
«Людина, що біжить» (англ. The Running Man) — прийдешній антиутопічний бойовик-трилер, продюсером і режисером якого є Едгар Райт за сценарієм, написаним ним у співавторстві з Майклом Беколом, на основі однойменного роману Стівена Кінга 1982 року. Друга екранізація книги після фільму 1987 року. У ролях: Ґлен Пауелл, Кеті О'Браян, Деніел Езра, Карл Ґлусман, Джош Бролін, Лі Пейс, Джеймі Ловсон, Майкл Сера, Емілія Джонс і Вільям Мейсі.

## Синопсис
Дія відбувається у 2025 році, в ігровому шоу «Людина, що біжить» учасники переслідуються вбивчими Мисливцями по всьому світу за винагороду.

## Акторський склад
- Ґлен Пауелл — Бен Річардс, учасник шоу[3]
- Кеті О'Браян — учасниця шоу[4]
- Деніел Езра — учасник шоу[5]
- Джош Бролін — Ден Кілліан, продюсер шоу[6]
- Карл Ґлусман — мисливець[7]
- Лі Пейс — Еван Маккоун, мисливець[8]
- Джеймі Ловсон — Шейла Річардс, дружина Бена[9]
- Майкл Сера — Бредлі Трокмортон, повстанець, який допомагає Бену[10]
- Емілія Джонс — Амелія Вільямс, цивільна особа, взята в заручники Річардсом[10]
- Вільям Мейсі — чоловік, який допомагає Річардсу, коли той у бігах[11]
- Колман Домінго — Боббі Томпсон, ведучий шоу[12]
- Девід Заяс — Річард Мануель[13]
- Шон Хейз[12]

## Виробництво
У 2017 році Едгар Райт оголосив у Твіттері про своє бажання перезняти фільм 1987 року «Людина, що біжить», який сам є адаптацією роману Стівена Кінга. У лютому 2021 року студія Paramount Pictures оголосила, що фільм за мотивами роману перебуває в розробці. Райт був призначений режисером, який розробив історію з Майклом Беколлом. Нова екранізація стала не римейком оригінального фільму, а «набагато більш вірною» адаптацією першоджерела. Саймон Кінберг і Одрі Чон були оголошені продюсерами в рамках Kinberg's Genre Films, разом з Нірою Парк з британської продюсерської компанії Райта Complete Fiction. У квітні 2024 року Ґлен Пауелл отримав головну роль. Інші члени акторського складу були оголошені в жовтні та грудні.
Основні зйомки розпочалися у Великій Британії 4 листопада 2024 року. Вони проходили в Лондоні та щонайменше один тиждень на стадіоні «Вемблі» для зйомок екшн-сцени. Зйомки завершилися 28 березня 2025 року.

## Випуск
Прем'єра фільму запланована на 7 листопада 2025 року. Раніше планувалося, що він буде випущений 21 листопада 2025 року.